# Martin Fink (Politiker)
 Martin Fink  (* 5. Februar 1950 in München) ist ein deutscher Politiker (CSU). Er war von November 2002 bis Oktober 2003 sowie von Mai bis Oktober 2008 Abgeordneter des Bayerischen Landtags.

## Ausbildung und Beruf
Martin Fink besuchte die Wirtschafts- und Handelsschule und erlangte 1966 die mittlere Reife. 1966 bis 1968 besuchte er die Landwirtschaftsschule und 1971 bis 1972 Landvolkhochschule. 1974 wurde er Landwirtschaftsmeister und übernahm den elterlichen Hof.
Martin Fink ist römisch-katholisch, verheiratet und hat drei Kinder.

## Politik
Martin Fink war 1973 bis 85 Mitglied der Jungen Union und seit 1976 der CSU. Zwischen 1972 und 1978 war er Gemeinderat in Argelsried. Seit 1984 ist er Gemeinderat sowie Sprecher der CSU-Fraktion in Gilching und seit 2002 Kreisrat im Landkreis Starnberg.
Fink kandidierte zunächst erfolglos bei der Landtagswahl in Bayern 1998. Am 4. November 2002 rückte er für Peter Gauweiler erstmals in den Bayerischen Landtag nach. Bei der Landtagswahl 2003 verfehlte Fink zunächst den Einzug in den Landtag. Am 1. Mai 2008 rückte er kurz vor Ende der Legislaturperiode für Jakob Kreidl in den Landtag nach. Er vertrat dort den Wahlkreis Oberbayern. Im Landtag war er Mitglied des Ausschusses für Kommunale Fragen und Innere Sicherheit. Bei der Landtagswahl 2008 konnte er als Listenkandidat des Bezirks Oberbayern aufgrund der hohen Verluste der CSU nicht wieder in den Landtag einziehen.

## Sonstige Ämter
Martin Fink ist in einer Vielzahl von Ehrenämtern engagiert. So ist er seit 1976 Mitglied des Meisterprüfungsausschusses Oberbayern/Schwaben, seit 1998 Vorstandsmitglied der Bayerischen Waldbauernschule Goldberg. Seit 1986 ist er Mitglied im Naturschutzbeirat des Landkreises Starnberg. 1991 bis 2001 war er erster Vorsitzender der Forstwirtschaftlichen Vereinigung Oberbayern. 